# Isla de Terreros
La isla de Terreros es un islote español de origen volcánico situado en la costa de la provincia de Almería, a unos 700 m al sur de la playa de San Juan de los Terreros, una pedanía del municipio de Pulpí, muy próxima al límite con la Región de Murcia.
La de Terreros posee 11 150 m² y una altura máxima de 30 m s. n. m. Presenta escasa vegetación compuesta por plantas rupícolas y matorral rastrero, con singularidades de probable origen ornitocoprófilo. Una amplia variedad de aves marinas nidifica y reproduce en ellas, no en vano la isla de Terreros alberga la comunidad más importante  de la provincia. Entre ellas, destacan especies amenazadas como la pardela cenicienta (Calonectris diomedea) y el paíño europeo (Hydrobates pelagicus) u otras como la gaviota patiamarilla (Larus michahellis). Entre las terrestres que habitan el litoral adyacente están la garceta común (Egretta garzetta), la garcilla bueyera o el pálido (Apus pallidus). Posee un gran valor paisajístico, con llamativos afloramientos volcánicos.
Sus fondos marinos son también muy ricos. Destacan en ellos las praderas de posidonia (Posidonia oceanica), planta acuática exclusiva del mar Mediterráneo que proporciona refugio y alimento a múltiples especies de peces, crustáceos, cefalópodos e invertebrados. 
Durante la década de 1960 se proyectó construir un casino en la isla. [cita requerida]
En la actualidad, la isla de Terreros forma parte, junto con la cercana isla Negra, del Monumento Natural de Isla de Terreros e Isla Negra, un espacio protegido declarado por la Junta de Andalucía, y es de propiedad militar.